# Parembole (Nubien)
Parembole (altgriechisch Παρεμβολή, Heerlager) war ein römisches Grenz-Kastell zwischen Ägypten und Nubien. Es lag am westlichen Nilufer im Dodekaschoinos in Unternubien südlich von Syene. In der Spätzeit war hier die Legio II Traiana als Grenzheer stationiert. Das Wappen von Parembole soll laut Otto Seeck zwei sich gegenüberstehende Figuren, die sich die Hände reichen, zeigen.
Im 19. Jahrhundert haben viele Forscher Parembole in unmittelbarer Nähe des Tempels von Debod vermutet. William John Bankes vermutete, dass die Debod gegenüberliegende Insel Barambroum noch den antiken Namen Parembole bewahrte. Richard William Howard Vyse gab an, dass er nördlich von Debod vereinzelte Ruinen gesehen habe, die er für Überreste des römischen Kastells hielt. Günther Roeder bezweifelte die Existenz der Ruinen und lokalisierte Parembole 3,8 Kilometer südlich in der römischen Festung Wadi Gamr.